# Andreas Acoluthus
Andreas Acoluthus (ur. 16 marca 1654 w Bierutowie (wówczas Bernstadt), zm. 4 listopada 1704 we Wrocławiu) – niemiecki orientalista i lingwista.

## Biografia
Syn Johannesa Acoluthusa pastora i zwierzchnika duchowieństwa luterańskiego we Wrocławiu. W 1674 ukończył Gimnazjum św. Elżbiety we Wrocławiu. Od 1674 do 1676 studiował w Wittenberdze. W 1680 założył drukarnię. Wraz z Hagopem Krikorencem wydali pierwszą w Niemczech publikację drukowaną w języku ormiańskim.
Poliglota, znał: hebrajski, arabski, perski, turecki, koptyjski. Pisał o zagadnieniach związanych z historią i religią orientu. Od 1689 wykładowca języka hebrajskiego w gimnazjum św. Elżbiety. Prowadził korespondencję z Gottfriedem Leibnizem. Od założenia w 1700 członek Pruskiej Akademii Nauk. W 1701 wydał wybór tekstów przetłumaczonych z Koranu. Zgromadził pokaźny zbiór rękopisów Koranu. Uważał, że kluczem do odczytanie egipskich hieroglifów jest zbadanie ich pod kątem zbieżności z językiem ormiańskim. Korespondował na ten temat z Leibnizem, a także wydał traktującą o tym pracę pt. Lingua et sapientia Aegyptiaca ex Armeniorum potissimum ligua restituta; rękopis tego dzieła zaginął.

## Publikacje
- Obadias Amenus, Lipsk 1680 – komentowana edycja armeńskiego przekładu księgi Abdiasza
- De aquis amaris, Lipsk 1682 – filologiczna krytyka biblijna
- Tetrapla Alcoranica, Berlin 1701 – zapowiedź krytycznej edycji Koranu